# Serqueux (Alt Marne)
Serqueux és un municipi francès situat al departament de l'Alt Marne i a la regió del Gran Est. L'any 2007 tenia 468 habitants.

## Demografia

### Població
El 2007 la població de fet de Serqueux era de 468 persones. Hi havia 215 famílies de les quals 77 eren unipersonals (32 homes vivint sols i 45 dones vivint soles), 81 parelles sense fills, 49 parelles amb fills i 8 famílies monoparentals amb fills.
La població ha evolucionat segons el següent gràfic:
Habitants censats

### Habitatges
El 2007 hi havia 309 habitatges, 217 eren l'habitatge principal de la família, 53 eren segones residències i 38 estaven desocupats. 292 eren cases i 15 eren apartaments. Dels 217 habitatges principals, 180 estaven ocupats pels seus propietaris, 32 estaven llogats i ocupats pels llogaters i 5 estaven cedits a títol gratuït; 1 tenia una cambra, 5 en tenien dues, 25 en tenien tres, 57 en tenien quatre i 129 en tenien cinc o més. 190 habitatges disposaven pel capbaix d'una plaça de pàrquing. A 115 habitatges hi havia un automòbil i a 77 n'hi havia dos o més.

### Piràmide de població
La piràmide de població per edats i sexe el 2009 era:
| Homes | Edats   | Dones |
| ----- | ------- | ----- |
| 0     | 95 o +  | 0     |
| 0     | 90 a 94 | 4     |
| 0     | 85 a 89 | 12    |
| 12    | 80 a 84 | 12    |
| 8     | 75 a 79 | 16    |
| 12    | 70 a 74 | 16    |
| 12    | 65 a 69 | 16    |
| 12    | 60 a 64 | 4     |
| 8     | 55 a 59 | 12    |
| 24    | 50 a 54 | 16    |
| 20    | 45 a 49 | 36    |
| 20    | 40 a 44 | 12    |
| 24    | 35 a 39 | 8     |
| 8     | 30 a 34 | 16    |
| 12    | 25 a 29 | 4     |
| 8     | 20 a 24 | 4     |
| 28    | 15 a 19 | 16    |
| 16    | 10 a 14 | 20    |
| 12    | 5 a 9   | 8     |
| 12    | 0 a 4   | 8     |

## Economia
El 2007 la població en edat de treballar era de 286 persones, 202 eren actives i 84 eren inactives. De les 202 persones actives 180 estaven ocupades (96 homes i 84 dones) i 22 estaven aturades (12 homes i 10 dones). De les 84 persones inactives 51 estaven jubilades, 14 estaven estudiant i 19 estaven classificades com a «altres inactius».

### Ingressos
El 2009 a Serqueux hi havia 218 unitats fiscals que integraven 477 persones, la mediana anual d'ingressos fiscals per persona era de 17.293 €.

### Activitats econòmiques
Dels 20 establiments que hi havia el 2007, 1 era d'una empresa alimentària, 1 d'una empresa de fabricació d'altres productes industrials, 9 d'empreses de construcció, 2 d'empreses de comerç i reparació d'automòbils, 2 d'empreses de transport, 3 d'empreses d'hostatgeria i restauració, 1 d'una empresa immobiliària i 1 d'una empresa de serveis.
Dels 11 establiments de servei als particulars que hi havia el 2009, 1 era una oficina de correu, 2 paletes, 2 guixaires pintors, 1 fusteria, 2 electricistes, 1 empresa de construcció i 2 restaurants.
L'únic establiment comercial que hi havia el 2009 era una fleca.
L'any 2000 a Serqueux hi havia 10 explotacions agrícoles que ocupaven un total de 535 hectàrees.

## Equipaments sanitaris i escolars
El 2009 hi havia una escola elemental.

## Poblacions més properes
El següent diagrama mostra les poblacions més properes.